# Carmen Defize
 (août 2019).
Si vous disposez d'ouvrages ou d'articles de référence ou si vous connaissez des sites web de qualité traitant du thème abordé ici, merci de compléter l'article en donnant les références utiles à sa vérifiabilité et en les liant à la section « Notes et références ».
Carmen Defize, ou Carmen Defize-Benoît, née le 21 février 1917 à Ougrée (Liège) et morte le 1er mars 2006, est une peintre belge.

## Biographie
Formée à l'Académie royale des beaux-arts de Liège (1934-1937) dans la classe d'Auguste Mambour (peinture monumentale), elle fait partie du mouvement Fantasmagie, animé par Aubin Pasque. À partir de 1953, elle expose régulièrement à Liège, Mons, Gand, Bruxelles et Paris.

## Œuvres
- Un monde qui s'éveille
- La Mémoire rupestre
- Hommage à la comète
- Le Long Sommeil

## Œuvres dans les musées et collections publiques
- 1980 - La Basilique Saint-Martin - dessin à la plume - Cabinet des Estampes[Lequel ?]
- 1983 - Dessin ancien représentant N.D. de Montaigu de Jean Del Court
- 1986 - Aquarelle représentant le Musée de la Boverie - 1952
- 1988 - Paysage industriel Ougrée, Huile sur toile - Musée de la Vie wallonne - 1954
- 1988 - Aquarelle Enterrement du Bois de Cazier - Musée de la Vie wallonne - 1956
- 1988 - Trois aquarelles Enterrement du Bois de Cazier - Cabinet des Estampes[Lequel ?] - 1956
- 1988 - Vierge à l'Enfant, huile sur toile - Musée d'Art religieux et Mosan - 1966
- 1988 - Encre de couleur sur papier - Cabinet des Estampes[Lequel ?] - 1980

## Expositions
Expositions personnelles
- 1953 - Liège - Galerie de la Cathédrale
- 1954 à 1969 - Liège - Cercle Royal des Beaux-Arts
- 1976 - Liège - Galerie Léodico
- 1978 - Liège - Galerie Valère Gustin
- 1979 - Bruxelles - Galerie Echancrure
- 1979 - Bruxelles - Racines
- 1992 - Liège - Cercle Royal des Beaux-Arts

Expositions d'ensemble
- 1956 - Southport - Salon d'ensemble
- 1958 - Liège - Musée des Beaux Arts, Peintres français et wallon
- 1959 - Liège - Musée des Beaux Arts, Salon d'Automne
- 1961 - Liège - Musée d'Art Wallon EEA
- 1962 - Liège - Musée des Beaux Arts, Salon de Mai
- 1962 - Liège - Musée d'Art Wallon EEA
- 1962 - Paris - Musée d'Art Moderne - Ecole Française
- 1963 - Bruxelles - Grand Magasin de l'Innovation - L'essai
- 1964 - Liège - Musée d'Art Wallon EEA
- 1965 - Gand - Musée des Beaux Arts - Grand Salon Quatriennal
- 1966 - Liège - Musée des Beaux Arts - Femmes peintres et sculpteurs
- 1966 - Liège - Groupe LG7 - Galerie des classes moyennes avec José Delhaye
- 1968 - Nancy - Hôtel de Ville - Femmes peintres et sculpteurs
- 1969 - Liège - Galerie de l'Etuve - Groupe LG7
- 1970 - Liège - Musée d'Art Moderne, invitée par Climats
- 1972 - Mons - Musée des Beaux Arts
- 1974 - Liège - Cercle des Beaux Arts - Salon d'ensemble
- 1977 - Monte-Carlo - International Arts Guild
- 1977 - Tournai - Echevinat des Beaux Arts - Salon d'ensemble
- 1978 - Bruxelles - Hôtel de Ville - 20ans de Fantasmagie
- 1979 - La Louvière - Art de Notre Temps
- 1980 - Liège - Les Chiroux - Réalisme - Fantastique
- 1984 - Liège - Palais des Congrès - L'Europo pour les femmes
- 1987 - Liège - Hôtel de Ville - Harmonde SOS Solution

## Prix
- 1954 - Bourse de Fonds publics de Liège.
- 1957 - Musée des Beaux Arts de Liège - Bourse de Fonds publics de Liège.
- 1958 - Province de Liège.
- 1959 - Musée des Beaux Arts de Liège.
- 1960 - Oeuvres d'Artistes.
- 1967 - Bourse du Gouvernement.
- 1968 - Musée des Beaux Arts de Liège.
- 1969 - Musée des Beaux Arts de Liège.
- 1980 - Cabinet des Estampes de Liège.
- 1988 - Communauté Française des Arts Plastiques Contemporains.